# Oxytropis coelestis
Oxytropis coelestis är en ärtväxtart som beskrevs av Abdusal. Oxytropis coelestis ingår i släktet klovedlar, och familjen ärtväxter. Inga underarter finns listade i Catalogue of Life.